# LGA 1151
LGA 1151 – gniazdo procesora firmy Intel dla procesorów z serii Skylake, od 30 sierpnia 2016 roku Kaby Lake, oraz od 5 października 2018 roku Coffee Lake. LGA 1151 nie jest wstecznie kompatybilna z LGA 1150 pomimo tego, że różnica w pinach pomiędzy tymi dwoma gniazdami wynosi tylko jeden pin. Socket LGA 1151 został zastąpiony przez LGA 1200 wraz z premierą procesorów Comet Lake, które zadebiutowały 30 kwietnia 2020 roku.

## Lista procesorów Skylake
Procesory do komputerów stacjonarnych zostały wydane 5 sierpnia 2015. Oferta obejmuje:
- Intel Core i3, i5, i7 – do zastosowań domowych i profesjonalnych.
- Pentium, Celeron – do zastosowań biurowych.
- Xeon – do zastosowań serwerowych.
- Intel Atom – do urządzeń mobilnych.

| Segment docelowy | Rdzenie (Wątki) | Model procesora | Model procesora | Taktowanie CPU | Taktowanie CPU | Model GPU       | Taktowanie GPU | Taktowanie GPU | L3 cache | TDP  | Data wydania     | Cena w dniu premiery | Płyta główna | Płyta główna     | Płyta główna                                    |
| Segment docelowy | Rdzenie (Wątki) | Model procesora | Model procesora | Normal         | Turbo          | Model GPU       | Normal         | Turbo          | L3 cache | TDP  | Data wydania     | Cena w dniu premiery | Gniazdo      | Interfejs        | Pamięć                                          |
| ---------------- | --------------- | --------------- | --------------- | -------------- | -------------- | --------------- | -------------- | -------------- | -------- | ---- | ---------------- | -------------------- | ------------ | ---------------- | ----------------------------------------------- |
| Performance      | 4 (8)           | Core i7         | 6700K           | 4,0 GHz        | 4,2 GHz        | HD Graphics 530 | 350 MHz        | 1150 MHz       | 8MB      | 91 W | 2015-08-05       | $339                 | LGA 1151     | DMI 3,0 PCIe 3,0 | Dual channel DDR3L-1600 lub DDR4-2133 (non-ECC) |
| Performance      | 4 (8)           | Core i7         | 6700            | 3,4 GHz        | 4,0 GHz        | HD Graphics 530 | 350 MHz        | 1150 MHz       | 8MB      | 65 W | 2015-09-01       | $303                 | LGA 1151     | DMI 3,0 PCIe 3,0 | Dual channel DDR3L-1600 lub DDR4-2133 (non-ECC) |
| Performance      | 4 (8)           | Core i7         | 6700T           | 2,8 GHz        | 3,6 GHz        | HD Graphics 530 | 350 MHz        | 1150 MHz       | 8MB      | 35 W | 2015-09-01       | $303                 | LGA 1151     | DMI 3,0 PCIe 3,0 | Dual channel DDR3L-1600 lub DDR4-2133 (non-ECC) |
| Mainstream       | 4 (4)           | Core i5         | 6600K           | 3,5 GHz        | 3,9 GHz        | HD Graphics 530 | 350 MHz        | 1150 MHz       | 6MB      | 91 W | 2015-08-05       | $242                 | LGA 1151     | DMI 3,0 PCIe 3,0 | Dual channel DDR3L-1600 lub DDR4-2133 (non-ECC) |
| Mainstream       | 4 (4)           | Core i5         | 6600            | 3,3 GHz        | 3,9 GHz        | HD Graphics 530 | 350 MHz        | 1150 MHz       | 6MB      | 65 W | 2015-09-01       | $213                 | LGA 1151     | DMI 3,0 PCIe 3,0 | Dual channel DDR3L-1600 lub DDR4-2133 (non-ECC) |
| Mainstream       | 4 (4)           | Core i5         | 6500            | 3,2 GHz        | 3,6 GHz        | HD Graphics 530 | 350 MHz        | 1050 MHz       | 6MB      | 65 W | 2015-09-01       | $192                 | LGA 1151     | DMI 3,0 PCIe 3,0 | Dual channel DDR3L-1600 lub DDR4-2133 (non-ECC) |
| Mainstream       | 4 (4)           | Core i5         | 6400            | 2,7 GHz        | 3,3 GHz        | HD Graphics 530 | 350 MHz        | 950 MHz        | 6MB      | 65 W | 2015-09-01       | $182                 | LGA 1151     | DMI 3,0 PCIe 3,0 | Dual channel DDR3L-1600 lub DDR4-2133 (non-ECC) |
| Mainstream       | 2 (4)           | Core i3         | 6320            | 3,9 GHz        | N/A            | HD Graphics 530 | 350 MHz        | 1150 MHz       | 4MB      | 51 W | TBD              | $149                 | LGA 1151     | DMI 3,0 PCIe 3,0 | Dual channel DDR3L-1600 lub DDR4-2133 (non-ECC) |
| Mainstream       | 2 (4)           | Core i3         | 6300            | 3,8 GHz        | N/A            | HD Graphics 530 | 350 MHz        | 1150 MHz       | 4MB      | 51 W | TBD              | $138                 | LGA 1151     | DMI 3,0 PCIe 3,0 | Dual channel DDR3L-1600 lub DDR4-2133 (non-ECC) |
| Mainstream       | 2 (4)           | Core i3         | 6100            | 3,7 GHz        | N/A            | HD Graphics 530 | 350 MHz        | 1050 MHz       | 3MB      | 51 W | Październik 2015 | $117                 | LGA 1151     | DMI 3,0 PCIe 3,0 | Dual channel DDR3L-1600 lub DDR4-2133 (non-ECC) |
| Mainstream       | 2 (4)           | Core i3         | 6300T           | 3,3 GHz        | N/A            | HD Graphics 530 | 350 MHz        | 950 MHz        | 4MB      | 35 W | Październik 2015 | $138                 | LGA 1151     | DMI 3,0 PCIe 3,0 | Dual channel DDR3L-1600 lub DDR4-2133 (non-ECC) |
| Mainstream       | 2 (4)           | Core i3         | 6100T           | 3,2 GHz        | N/A            | HD Graphics 530 | 350 MHz        | 950 MHz        | 3MB      | 35 W | Październik 2015 | $117                 | LGA 1151     | DMI 3,0 PCIe 3,0 | Dual channel DDR3L-1600 lub DDR4-2133 (non-ECC) |
| Mainstream       | 2 (2)           | Pentium         | G4520           | 3,6 GHz        | N/A            | HD Graphics 530 | 350 MHz        | 1050 MHz       | 3MB      | 51 W | Październik 2015 | $86                  | LGA 1151     | DMI 3,0 PCIe 3,0 | Dual channel DDR3L-1600 lub DDR4-2133 (non-ECC) |
| Mainstream       | 2 (2)           | Pentium         | G4500           | 3,5 GHz        | N/A            | HD Graphics 530 | 350 MHz        | 1050 MHz       | 3MB      | 51 W | Październik 2015 | $75                  | LGA 1151     | DMI 3,0 PCIe 3,0 | Dual channel DDR3L-1600 lub DDR4-2133 (non-ECC) |
| Mainstream       | 2 (2)           | Pentium         | G4500T          | 3,0 GHz        | N/A            | HD Graphics 530 | 350 MHz        | 1050 MHz       | 3MB      | 35 W | Październik 2015 | $75                  | LGA 1151     | DMI 3,0 PCIe 3,0 | Dual channel DDR3L-1600 lub DDR4-2133 (non-ECC) |
| Mainstream       | 2 (2)           | Pentium         | G4400           | 3,3 GHz        | N/A            | HD Graphics 510 | 350 MHz        | 1050 MHz       | 3MB      | 54 W | Październik 2015 | $64                  | LGA 1151     | DMI 3,0 PCIe 3,0 | Dual channel DDR3L-1600 lub DDR4-2133 (non-ECC) |
| Mainstream       | 2 (2)           | Pentium         | G4400T          | 2,9 GHz        | N/A            | HD Graphics 510 | 350 MHz        | 950 MHz        | 3MB      | 35 W | Październik 2015 | $64                  | LGA 1151     | DMI 3,0 PCIe 3,0 | Dual channel DDR3L-1600 lub DDR4-2133 (non-ECC) |